# Hemtjärnen (Nås socken, Dalarna)
Hemtjärnen är en sjö i Vansbro kommun i Dalarna och ingår i Dalälvens huvudavrinningsområde.